# Kobalamin

Strukturformel för kobalamin.

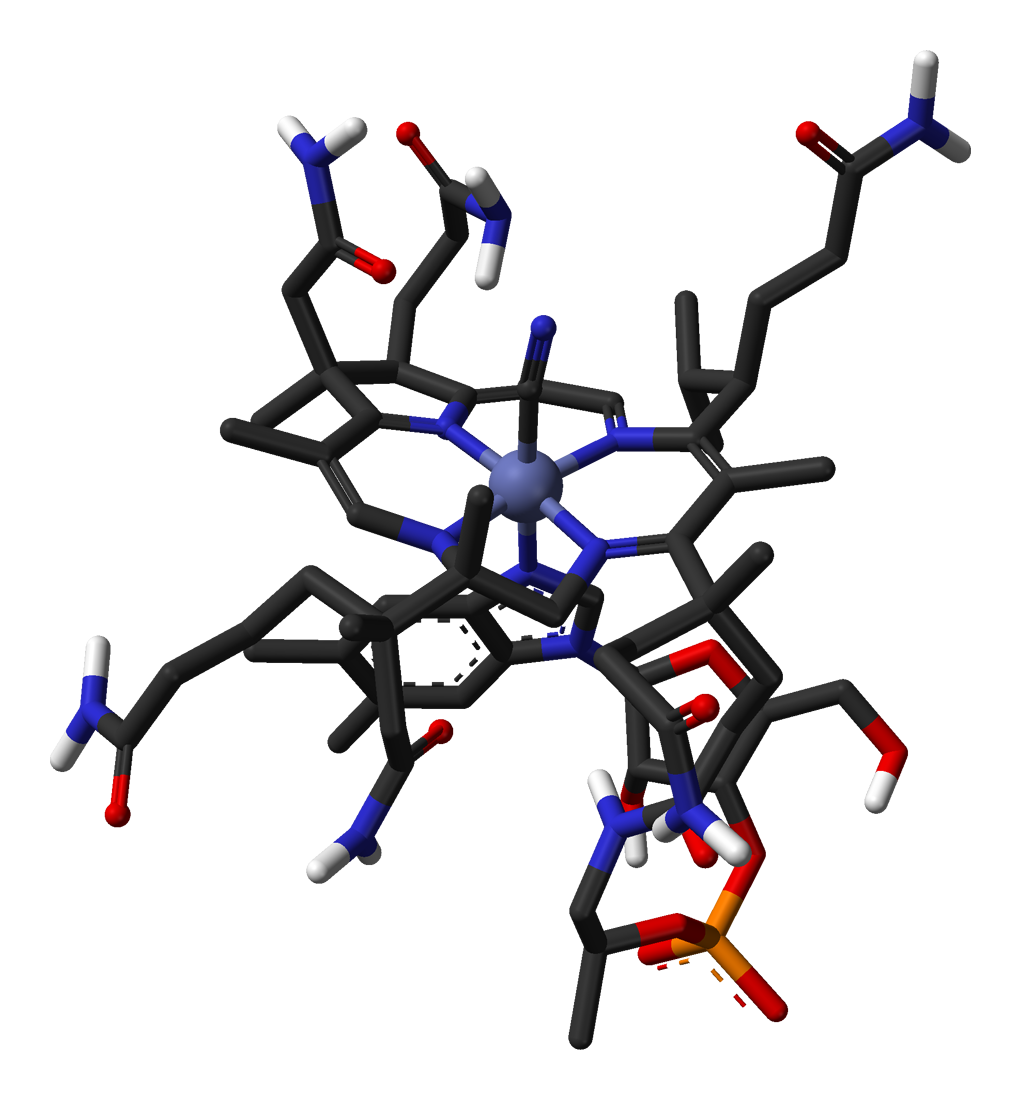
Molekylmodell.

Kobalamin eller vitamin B12 är ett vattenlösligt vitamin som framför allt används till produktionen av röda blodkroppar samt bidrar till nervsystemets funktion genom att medverka i bildningen av myelin. Det är ett av åtta B-vitaminer. Kobalamin har fått sitt namn genom att det innehåller grundämnet kobolt.

## Historia
Perniciös anemi är en sjukdom som orsakas av brist på vitamin B12. Den beskrevs för första gången år 1820 och var då obotlig och dödlig.
Efter sina medicinstudier, började George Hoyt Whipple (1878–1976) forska kring blodbrist på Johns Hopkins School of Medicine där han jobbade under åren 1905–1914. Han framtvingade bland annat blodbrist hos hundar och mätte deras återhämtande vid olika dieter, och upptäckte då att stora intag av rå lever hade bäst verkan. Han föreslog därför att intag av rå lever kunde hjälpa mot perniciös anemi (som klassas som en sorts blodbrist), och detta visade sig vara korrekt.
Under åren 1923–1926, forskade George Richards Minot (1885–1950) och William Parry Murphy (1892–1987) kring behandling av blodbrist och kom fram till att det verksamma ämnet i levern var järn, men att något annat ämne var aktiv substans mot perniciös anemi. År 1928 kunde Edwin Joseph Cohn (1892–1953) koncentrera denna leversubstans 50–100 gånger, vilket var enda behandlingen under de kommande 20 åren. Whipple, Minot och Murphy delade på nobelpriset i medicin år 1934 för sina studier som ledde fram till denna behandling.
År 1948 lyckades Karl August Folkers (1906–1997) och Alexander Robertus Todd (1907–1997) isolera substansen som kom att kallas kobalamin (vitamin B12), den mest komplexa av alla vitaminer. Kobalamins kemiska struktur utforskades av röntgenkristallografen Dorothy Crowfoot Hodgkin (1910–1994), nobelpristagare i kemi år 1964.
År 1972 lyckades Robert Burns Woodward (1917–1979) och Albert Eschenmoser syntetisera vitaminet.

## Funktion
Kobalamin agerar koenzym i reaktioner i varje cell som delar sig, då det är nödvändigt för DNA-syntes. I de reaktioner då tymin tillverkas, en av de fyra nukleotider som bildar DNA, krävs kobalaminet som bärare av en metylgrupp för att frigöra ett annat vitamin: folsyra (vitamin B9). Utan kobalamin låses folsyran och resultatet blir intracellulär brist på T-nukleotiden vilket hämmar DNA-syntes. Detta ger en generell sänkning av nybildningen av celler i kroppen och eftersom de röda blodkropparna är en av de mest omsatta celltyperna så ger brist ett tydligt utslag där.
Bristen på metylgruppbärande kapacitet återspeglas i den biologiska markören homocystein som stiger i koncentration.
Kobalaminet spelar även roll i omsättningen av vissa fettsyror som har ett udda antal kolatomer. Utan vitaminet ansamlas onedbrutna mellanprodukter i form av metylmalonsyra, varför för höga värden av dessa kan användas som diagnostiskt tecken. För höga värden metylmalonsyra ger encefalopati och förhöjda urinvärden av ammoniak.

## Upptag
Upptaget av kobalamin till blodet från intagen föda är en process i flera steg:
1. Kobalamin frigörs från dietärt protein genom proteolys i magsäcken.[4]
2. Det frigjorda kobalaminet binder därefter till ett bärarprotein, samtidigt som intrinsic factor (IF) frisätts ut i magsaften från magsäckens parietalceller.[4]
3. I tunntarmen frigörs kobalaminet från bärarproteinet samtidigt som det istället binder till IF och bildar ett komplex.[4]
4. Komplexet tas upp i tarmväggen genom speciella receptorer i tunntarmens slut, ileum.[4]
5. Kobalaminet transporteras ut i blodet och binder där till ett annat bärarprotein.[4]
6. I levern lagras kobalamin för framtida behov.[4]

## Bristsjukdomar
Vid brist kan svår trötthet samt retlighet uppstå. Med intag av en allsidig kost finns hos friska individer ingen risk för brist. Vid perniciös anemi, som ofta är en autoimmun sjukdom, kan autoantikroppar mot glykoproteinet intrinsic factor (IF) bildas. IF bildas av parietalcellerna i magsäcken hos friska personer och som är nödvändigt för att man i ileum ska ta till sig vitamin B12.
Brist kan också uppstå hos långvariga veganer, som varken äter kött, fisk, mjölk eller äggprodukter, vilka alla är rika på vitaminen. B12-brist förekommer främst hos veganer och äldre människor, vilka uppmanas att ta B12-tillskott. Hos äldre beror låga vitaminhalter ofta inte på otillräckligt intag, utan på att möjligheten till upptag av vitaminet sjunker med åldern.
Vitamin B12 lagras normalt i levern. Lagret är inte särskilt stort, men behovet av B12 är mycket litet. Det kan därför dröja många år utan tillskott, innan eventuella bristsymptom visar sig.
Rekommenderat dagligt intag varierar enligt Livsmedelsverket från 0,5 mikrogram för spädbarn till 2,0 µg för vuxna och 2,6 µg till ammande. Samtidigt som inget tyder på att ett högt intag av vitamin B12 är skadligt.